# Jack Boyère
Jacques "Jack" Boyère, né le 8 octobre 1962, est un copilote de rallye français.

## Biographie
Sa carrière comme navigateur a commencé en 1992.
Copilote exclusif de Simon Jean-Joseph depuis l'an 2000, il a également côtoyé Serge Jordan de 1992 à 1997, Alain Oreille en 1995 (4e du Rallye d'Écosse et du Rallye de l'île de Man dans le cadre d'une première saison de championnat britannique (BRC, auquel il participa aussi en 1996 avec S. Jordan)), Grégoire De Mévius au RAC Rally en 2001 (9e), et même Sébastien Ogier en 2008 (13e lors du rallye d'Ulstair, épreuve à laquelle il avait déjà participé en 1995).
Son meilleur résultat en WRC est une série de trois 7e places, en 1997 (tour de Corse) et 2000 (rallye San Remo et tour de Corse).

## Titres
- Double Champion d'Europe des rallyes au côté de Simon Jean-Joseph: 2004 (Renault Clio Super 1600), et 2007 (Citroën C2 S1600);
- Champion de France des rallyes Super 1600: 2003 (sur Renault Clio S1600) (pilote S. Jean-Joseph);
- Champion de France des rallyes Terre: 2011 (sur Peugeot 207 S2000) (pilote S. Jean-Joseph);
  - 3e du championnat d'Europe des rallyes: 2005 (sur Renault Clio S1600) (pilote S. Jean-Joseph);
  - 3e du championnat de France des rallyes: 2004 (sur Renault Clio S1600) (pilote S. Jean-Joseph);

## Victoires en ERC
- 2004 et 2005: Rallye Fiat (ou rallye du Bosphore, ou rallye d'Istanbul);
- 2004: Rallye Elpa Halkidiki (Grèce);
- 2004: Rallye d'Antibes - Rallye d'Azur;

## Podiums en ERC
- 2e du rallye Rallye International du Var en 1999;
- 2e du rallye de Bulgarie en 2004 et 2007;
- 2e du rallye d'Ypres en 2004;
- 2e du rallye EKO en 2005 (Grèce);
- 2e du rallye Elpa Halkidiki en 2007;
- 2e du rallye d'Antibes - Rallye d'Azur en 2007;
- 3e du rallye du Rouergue en 1998;
- 3e du rallye de Pologne en 2004;
- 3e du Rallye Vinho da Madeira en 2004;
- 3e du Rallye d'Antibes - Côte d'Azur en 2005;
- 3e du rallye de Croatie en 2007;

## Victoires en Championnat de France
- Critérium des Cévenne: 1997;
- Rallye du Touquet: 1997;
- Rallye Lyon-Charbonnières-Rhône: 2003 (Super 1600);
- Rallye Terre de l'Auxerrois: 2003 (Super 1600);
- Rallye d'Île de France: 2003 (Super 1600);
- Rallye du Var: 2003 (Super 1600);
- Rallye d'Antibes-Rallye d'Azur: 2004;

## Podiums en championnat de France
- 2e du rallye du Rouergue en 1995;
- 2e du Rallye Alsace-Vosges en 1999;
- 2e du Rallye du Limousin en 1999;
- 2e du Rallye du Var en 1999;
- 2e du Rallye Lyon-Charbonnières en 2000;
- 2e du Rallye du Limousin en 2000;
- 2e du Rallye Alsace-Vosges - Ville de Mulhouse en 2000, et 2003 (Super 1600);
- 2e du Rallye du Rouergue - Aveyron - Midi-Pyrénées en 2000, et 2003 (Super 1600);
- 2e du Rallye Mont-Blanc Morzine en 2002 (Super 1600);
- 2e du Rallye d'Antibes - Côte d'Azur en 2007;
- 3e du Rallye du Rouergue en 1994;
- 3e du Rallye Mont-Blanc Morzine en 1995;
- 3e du Critérium des Cévennes en 1995;
- 3e du Rallye du Limousin en 1997;
- 3e du rallye du Rouergue en 1998;
- 3e du rallye du Rouergue en 1999;
- 3e du Rallye Terre de l'Auxerrois en 2002 (Super 1600);
- 3e du Rallye Terre des Cardabelles - Millau-Aveyron en 2002 (Super 1600);
- 3e du Rallye Le Touquet - Pas-de-Calais en 2003 (Super 1600);
- 3e du Rallye Alsace-Vosges - Ville d'Epinal en 2004;
- 3e du Rallye d'Antibes - Côte d'Azur en 2005;

## Victoires en Championnat de France des rallyes Terre
- Rallye Terre de l’Auxerrois: 2000, 2001 et 2011;
- Rallye Terre d'Auvergne: 2000;
- Rallye Terre du Diois: 2000;
- Rallye Terre Catalunya: 2011;
- Rallye Terre de Langres: 2011;

## Autres podiums
- 3e de la Ronde Cévenole en 1998.